# 오렌지카운티을지로
오렌지카운티을지로(영어: Songpa County Eulji-ro)는 대한민국 서울특별시 중구 오장동에 위치한 아파트 단지이다대 지상 15층, 지하 3층이다.